# Tudela (Misamis occidental)
Pour les articles homonymes, voir Tudela (homonymie).
Tudela est une localité de la province du Misamis occidental, aux Philippines. En 2015, elle compte 28 932 habitants.